# Asashōryū Akinori

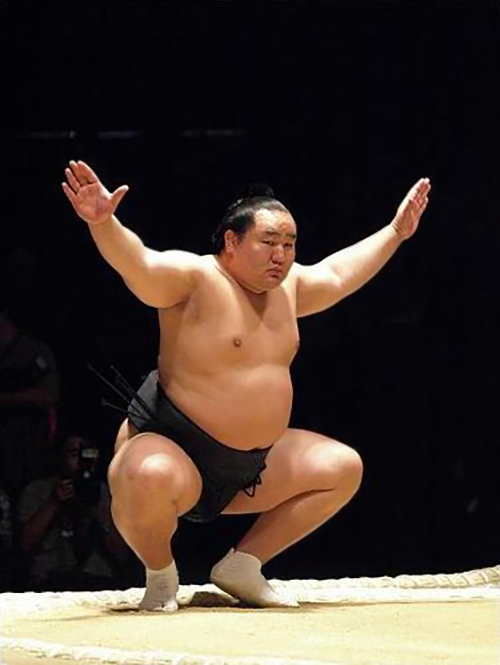
Asashōryū Akinori

Asashōryū Akinori (朝 青龙 明 徳) (geboren als Dolgorsürengiin Dagvadorj, 27 september 1980) is een Mongoolse sumoworstelaar (Rikishi). Hij is de 68eYokozuna in de geschiedenis van de sport in Japan. Tevens is hij de eerste Mongoolse sumoworstelaar die deze hoge rang wist te bereiken. Hij is een van de meest succesvolle Yokozuna ooit.